# Michael Müller (Rechtsextremist)
Michael Müller (bzw. „Liedermacher Michael“) (* 3. Dezember 1975 in Amberg; † 30. Mai 2009 in Bad Lauterberg im Harz) war ein deutscher Politiker (NPD) und rechtsextremer Liedermacher. 

## Leben
Müller absolvierte nach dem Besuch des Gymnasiums eine Offiziersausbildung bei der Bundeswehr und wurde Leutnant. An der Bundeswehr-Hochschule München studierte er Elektrotechnik und setzte später sein Studium in Regensburg fort. Während seines Studiums war er von 1997 bis 1999 Mitglied der Burschenschaft Cimbria München, dann bis 2001 Mitglied der Prager Burschenschaft Teutonia zu Regensburg, die 2001 vom bayerischen Innenministerium wegen rechtsextremer Tendenzen beobachtet wurde.
Er trat im Wahlkreis Northeim für die NPD auf Platz 6 der Landesliste bei der Landtagswahl 2008 in Niedersachsen an.
Müller war mit der später aus der rechtsextremen Musikszene ausgestiegenen Sängerin Annett Müller verheiratet und wohnte in Bad Lauterberg im Harz. Er starb infolge eines Hirntumors in der Nacht zum 30. Mai 2009.

## Politischer Standort
Michael Müller trat seit etwa 1997 bei zahlreichen bundesweiten und regionalen Veranstaltungen von Rechtsextremisten auf. Er wurde vom Bundesamt für Verfassungsschutz seit dem Jahr 2000 als „rechtsextremistischer Liedermacher“ aufgeführt. Im Verfassungsschutzbericht 2005 wurden Müller und seine Frau als die unter Rechtsextremisten „beliebtesten Interpreten“ von 26 im Jahr 2005 bekannten rechtsextremen Liedermachern namentlich genannt.
Michael Müllers Kontakte zu einem damaligen Neonaziführer beinhalteten der Zeitschrift Der Rechte Rand zufolge seine Teilnahme am Aufbau eines „Nationalen Widerstandes Süddeutschland“ in Bayern und Baden-Württemberg.

## Musikrichtung und Ideologie
In seinen Liedern kombinierte Müller Rock- und Gitarrenmusik mit nationalistischen und germanisch-mythologischen Texten. Er verhöhnte darin auch politische Gegner und die jüdischen Opfer des Holocaust: So unterlegte er die Melodie des bekannten Schlagers Mit 66 Jahren von Udo Jürgens mit einem antisemitischen und volksverhetzenden Text („mit sechs Millionen Juden, da fängt der Spaß erst an“). Dies machte Müller bundesweit bekannt. Die wiederholte Darbietung dieses Liedes veranlasste Jürgens am 14. Juli 2004 zu einer Strafanzeige gegen Müller wegen vorsätzlicher Urheberrechtsverletzung. Jürgens wollte damit den Missbrauch seines Liedes in rechtsextremen Kreisen unterbinden.
Einige Liedtexte und CDs Müllers sind indiziert. Lieder von Michael Müller und seiner Frau sind auf der verbotenen Schulhof-CD vertreten, mit der die NPD seit 2004 Jugendliche mit rechtsextremen Botschaften zu indoktrinieren und Wahlwerbung zu betreiben versucht. Darin wird mit ähnlicher Rhetorik wie der der NSDAP in den 1930er Jahren zu antikapitalistischer Rebellion aufgerufen, zum Teil der Zweite Weltkrieg und Nationalsozialismus offen verherrlicht und den heutigen Politikern offensiv mit einem „Tribunal“ gedroht.

## Auftritte
Michael Müller trat, oft zusammen mit seiner Frau, auf zahlreichen Kundgebungen und Saalveranstaltungen der NPD und ihrer Jugendorganisation JN sowie bei neonazistischen Organisationen wie der Hilfsorganisation für nationale politische Gefangene und deren Angehörige e. V., dem Nationalen und Sozialen Aktionsbündnis Westthüringen (NSAW) und dem Aktionsbüro Süddeutschland auf. Ferner trat er auf von bekannten Neonazis organisierten Veranstaltungen auf, so z. B. bei einer Geburtstagsparty von Martin Wiese in München, nach einem Vortrag von Horst Mahler und einem Julfest auf dem Reichshof von Manfred Roeder sowie bei bundesweiten Veranstaltungen der rechtsextremen Szene wie dem Rudolf-Heß-Gedenkmarsch in Wunsiedel.
Bekannt wurden Müllers Auftritte am 14. Oktober 1998 und 3. Januar 1999 bei der Bundesgeschäftsstelle der NPD, wo er u. a. den Schlager von Udo Jürgens persiflierte. Dies wurde mit Liedtext, Autor, Publikumsreaktion und Beweismittel im NPD-Verbotsantrag der Bundesregierung aufgeführt und floss damit in das NPD-Verbotsverfahren beim Bundesverfassungsgericht ein. Beim Pressefest der Deutschen Stimme am 7. August 2004 im sächsischen Mücka verkündete Müller nach Augenzeugenberichten den fiktiven Selbstmord von Michel Friedman.

## Diskografie
- Ritter des neuen Reiches (2003)
- Revolution (2003)
- Wie stark der Feind auch sei (2004, indiziert[16])
- Faktor Deutschland (zusammen mit seiner Frau Annett)
- Aus dem Vergessen (2006)
- Höllenbrut (2006)
- Zurück von den Toten! (2008, indiziert[17])